# عصام أبو دقة
عصام أبو دقة (10 يوليو 1964 -) هو قيادي سياسي وعسكري بالجبهة من خان يونس جنوب القطاع، قائد عام الجناح العسكري للجبهة وعضو مكتب سياسي تعرض لعدة محاولات اغتيال وتم هدم بيته ولاحقته قوات الاحتلال الإسرائيلي إلا أنه استطاع الفرار، ما زال مطلوباً للاحتلال بتهمة المسؤلية عن تنفيذ عمليات استشهادية ضد الصهاينة، عضو مجلس وطني تم تداول اسمه كمرشح لوزارة الداخلية إبان محاولة تشكيل حكومة الوحدة الوطنية قبل تعثر اتفاق المصالحة في عهد حسني مبارك.

## حياته ونشأته
عصام عبد ربه أبو دقة ولد في بلدة عبسان الكبيرة في محافظة خانيونس جنوب قطاع غزة، في العاشر من يوليو سنة 1964، لعائلة فلسطينية لاجئة تعود أصولها إلى مدينة بئر السبع المحتلة، وهو متزوج وله ابنة، تعلم المرحلة الأساسية في مدرسة المتنبي للبنين، والمرحلة الثانوية في مدرسة المتنبي الثانوية سنة 1983، ونال درجة البكالوريوس في الهندسة من جامعة العلوم والتكنولوجيا هواري بومدين في الجزائر عام 1991. عُيِّن مديراً لقسم التخطيط في وزارة الحكم المحلي بين عامي (1996-2006)، ثم أصبح مديراً عاماً في ديوان وزارة التنمية الاجتماعية بين عامي (2006 - 2014).
انتمى أبو دقة الجبهة الديمقراطية لتحرير فلسطين في الرابع عشر من نوفمبر سنة 1984، وكان المسؤول عنها في الجامعة، ومسؤولا عن شبيبة الجبهة الديمقراطية في الخارج بين عامي (1985 - 1991)، ونائبا لمسؤول الجبهة الديمقراطية في الجزائر بين عامي (1988 - 1991)، وعضواً في القيادة الموحدة في منطقة الجنوب أثناء الانتفاضة الأولى، ومسؤولا عن الجبهة الديمقراطية داخل سجون الإحتلال بين عامي (1991 - 1995)، كما أسَّس الجناح العسكري للجبهة الديمقراطية (كتائب المقاومة الوطنية) عام 2002، وهو عضو في هيئة مسيرات العودة، وعضو في اللجنة المركزية للجبهة الديمقراطية منذ عام 2014، وعضو في لجنة المتابعة للقوى الوطنية والإسلامية منذ عام 2014، وأمين سر الهيئة الوطنية لدعم شعبنا في أراضي عام 1948 منذ عام 2022.
انخرط أبو دقة في النشاط النقابي كذلك، فكان عضواً للإتحاد العام للمهندسين الفلسطينيين بين عامي (1991 - 2017)، وعضوا في المجلس العام في نقابة المهندسين في قطاع غزة منذ عام 2017، ومسؤول العلاقات العامة فيها.

## أفكاره ونشاطه
تبنى أبو دقة الفكر الماركسي، ويؤمن بالتعددية والديمقراطية والمساواة في الحقوق وحرية الرأي والتعبير، رفض اتفاق أوسلو، ويرى أنَّه سبب في تفتيت القضية الفلسطينية وتدميرها، ويعتقد أن الإنقسام كارثة ثانية بعد النكبة، نتج عنه نظام سياسي فلسطيني ديكتاتوري، أجهض الكثير من حالات النهوض التي يعيشها الشعب الفلسطيني، ويعتبر أن الشراكة الوطنية ضرورة ملحَّة، ولا يمكن أن تتحقق إلا من خلال الوحدة الوطنية لكل أبناء الشعب الفلسطيني تحت مظلَّة منظمة التحرير الفلسطينية، وضمن برنامج سياسي وكفاحي موحَّد وواضح يوافق عليه الجميع بما فيهم حركتي حماس والجهاد الإسلامي، كذلك يؤمن بمشروعية المقاومة بكل الوسائل الممكنة والمتاحة التي يقررها الشعب الفلسطيني، وبما يخدم نضاله، مع اختلاف الوسائل وحسب الظروف، ويرى أن كل المعطيات تشير إلى أن حل الدولتين هو الخيار الأمثل لحل القضية الفلسطينية، لأن ذلك يساعد الشعب الفلسطيني على إقامة دولته الفلسطينية المستقلة ذات السيادة على حدود الرابع من يوليو وعاصمتها القدس، مما يشكل برأيه، نقطة تحول لرسم مسار سياسي جديد يقوم على النضال المشترك وإعادة السلام في المنطقة مع إنهاء العنصرية الصهيونية وإقامة الدولة الفلسطينية على كامل تراب فلسطين التاريخية يتعايش فيها اليهودي والفلسطيني على أساس من العدالة، مع التمسَّك بحق العودة الكامل للاجئين الفلسطينيين مع التعويض وفق قرار رقم (194).

## موقفه من القضية الفلسطينية
يرى أبو دقة أن القضية الفلسطينية في ظل حالة التراجع العربي والثورات المضادة التي استنزفت طاقات الشعوب، والتطبيع، وحالة الانقسام الفلسطيني، في المقابل يرى أن الشعب الفلسطيني يعيش حالة من العنفوان الثوري، ومصمم على مواصلة النضال، وأن كل محاولات الاحتلال لصرف النظر عن القضية الفلسطينية دون جدوى، لأن القضية الفلسطينية تبقى حية بفعل إرادة الشعب الفلسطيني وتضحياته، ولن يكون هناك إي أمن واستقرار في المنطقة إلا بحل القضية الفلسطينية.

## اعتقله
عانى أبو دقة أثناء مسيرته، أعتقل سنة 1983، وتعرض لتحقيق دام لمدة أربعين يوماً، وأعيد اعتقاله سنة 1987 لمدة ثمانية أشهر، ومنعه الإحتلال من السفر، وتعطل تعليمه الجامعي لسنوات، وتعرض للاعتقال مرة أخرى عام 1991 لمدة سنتين ونصف، وكان مطاردا أثناء الانتفاضة الثانية، واقتحم الاحتلال بيته عدة مرات واستجوب عائلته، ودمَّر منزله، ومنع أهله من تعميره، وتعرض منزله للقصف عام 2014.